# Blackstone, Virginia
Blackstone är kommun (town) i Nottoway County i Virginia. Orten har fått sitt namn efter juristen Sir William Blackstone. Vid 2010 års folkräkning hade Blackstone 3 621 invånare.